# Чэнь Исинь
Чэнь Иси́нь (кит. упр. 陈一新, пиньинь Chén Yīxīn, род. 1 сентября 1959, Тайшунь, Чжэцзян) — китайский государственный и политический деятель, министр государственной безопасности КНР с 30 октября 2022 года и заведующий секретариатом Политико-юридической комиссии ЦК КПК с марта 2018 года.
Ранее секретарь парткомов КПК городов Ухань (2017—2018), Вэньчжоу (2013—2015) и Цзиньхуа (2012—2013).
Кандидат в члены ЦК КПК 19-го созыва, член Центрального комитета Компартии Китая 20-го созыва.

## Биография
Родился 1 сентября 1959 года в уезде Тайшунь, провинция Чжэцзян.
С июля 1976 года в рабочей бригаде коммуны Чжанцунь уезда Юньхэ (округ Лишуй).
После Культурной революции учился в Лишуйском педагогическом институте (ныне Лишуйский университет) по специальности «физика», после окончания которого остался в вузе на преподавательской ставке, одновременно возглавлял комитет Коммунистического союза молодёжи физического факультета института. В июне 1982 года вступил в Коммунистическую партию Китая.
В 1984 году переведён в администрацию округа Лишуй, где последовательно занимал должности сотрудника, заместителя начальника отдела и начальника отдела.
В ноябре 1992 года принят в партком КПК провинции Чжэцзян, где в разное время работал в отделе исследований, отделе партийной и публичной политики, общем отделе. В июне 2000 года получил повышение до заместителя начальника управления в парткоме КПК провинции. В этом периоде работал с Чжан Дэцзяном, Си Цзиньпином и Чжао Хунчжу — тремя лидерами, последовательно возглавлявшими партийный комитет КПК Чжэцзяна. В июне 2003 года назначен заместителем главы секретариата парткома КПК, а в июне 2006 года — заведующим отделом политических исследований парткома КПК Чжэцзяна и подчинялся по должности непосредственно главе провинциального парткома Си Цзиньпину.
С января 2012 года — секретарь парткома КПК города Цзиньхуа. В июне 2013 года переведён на аналогичную должность в Вэньчжоу. В декабре 2014 года вошёл в Постоянный комитет парткома КПК провинции Чжэцзян по совместительству с должностью секретаря горкома КПК Вэньчжоу.
В декабре 2015 года направлен в Пекин на должность штатного заместителя главы канцелярии Центральной руководящей группы по всестороннему углублению реформ.
2 января 2017 года назначен секретарём парткома КПК города Ухань и заместителем секретаря парткома КПК провинции Хубэй, в следующем месяце возглавил Постоянный комитет Уханьского Собрания народных представителей. В октябре 2017 года на 19-м съезде Компартии Китая избран кандидатом в члены ЦК КПК 19-го созыва.
20 марта 2018 года вступил в должность заведующего секретариатом Политико-юридической комиссии ЦК КПК. После вспышки коронавирусной инфекции с 8 февраля 2020 года одновременно один из заместителей главы Центральной руководящей группы по реагированию на эпидемию новой коронавирусной пневмонии.
30 октября 2022 года назначен министром государственной безопасности КНР. Сменил в этой должности Чэнь Вэньцина, который возглавил Политико-юридическую комиссию ЦК КПК.